# Drosophila haleakalae (artgrupp)
Drosophila haleakalae är en artgrupp inom släktet Drosophila och undersläktet Hawaiian Drosophila. Artgruppen innehåller sex artundergrupper, ett artkomplex och en art, Drosophila transfuga, som inte har någon övrig indelning. Namnet kommer från vulkanen Haleakalā.

## Artundergrupper
- Drosophila anthrax (artundergrupp)
- Drosophila cilifemorata (artundergrupp)
- Drosophila haleakalae (artundergrupp)
- Drosophila luteola (artundergrupp)
- Drosophila polita (artundergrupp)
- Drosophila scitula (artundergrupp)

## Artkomplexetcilifemorata
- Drosophila flaviceps (Grimshaw, 1901)

## Övriga arter
- Drosophila transfuga (Hardy, 1965)